# Hyla squirella
Hyla squirella és una espècie de granota que es troba al sud-est dels Estats Units (des de Texas fins a Virgínia).